# Пойменное (Новосибирская область)
Пойменное — село в Тогучинском районе Новосибирской области России. Административный центр Вассинского сельсовета. Статус села и новое наименование с 1976 года.

## География
Стоит на реке Изылы, при автодороге 50Н-2610 (Центральная улица).
Площадь села — 167 гектаров.

## История
В 1976 г. Указом Президиума ВС РСФСР посёлок центральной усадьбы совхоза «Политотделец» переименован в село Пойменное.

## Население
| 2002 | 2007 | 2010 |
| ---- | ---- | ---- |
| 663  | ↗674 | ↘644 |

## Инфраструктура
В селе по данным на 2007 год функционируют 1 учреждение здравоохранения и 2 учреждения образования.. Вассинский культурно-досуговый центр.
Основа экономики — сельское хозяйство .

## Транспорт
Остановка общественного транспорта «Пойменное» находится в центре села.